# Musikaliska sällskapet i Norrköping
Musikaliska sällskapet i Norrköping var en svensk orkester i Norrköping.

## Historik
År 1797 stiftades ett musikaliskt sällskap i Norrköping ledaren och ryttmästaren Georg Henric König, som var cellist. De bestod av 12 personer, bland andra violinisterna Johan Gustaf Nordsten och Laurentius Acharius. Sällskapets övningar ägde rum på Saltängen hos överstelöjtnant Gripenwaldt. Under årens lopp gavs musikaftnar och abonnemangskonserter, bland annat i Hedvigs kyrka.

### Musikaliska sällskapet bildas
Musikaliska sällskapet i Norrköping bildades officiellt 1828 hemma hos brukspatron Johan Gustaf Nordstedt på Norra Kungsgatan 14. Under 1830-talet uppförde Musikaliska sällskapet verks såsom Påskmorgon av Sigismund von Neukomm, Klockan av Romberg och Kristus på Oljeberget av Ludvig van Beethoven.
På 1840-talet minskade sällskapets verksamhet. Man kom under denna period framföra verk såsom Sångens välde av Romberg, Natten av Neukomm, Stabat Mater av Gioacchino Rossini, samt första akten av Don Giovanni och Friskytten.
På 1850-talet framförde man verk såsom Skapelsen av Haydn och Jupitersymfonin av Wolfgang Amadeus Mozart tillsammans med Linköpings musiksällskap under ledning av Wilhelm Gnosspelius. De kom även att framför Händels oratorium tillsammans. 1868 tog musikdirektör Göran Möller över.

## Dirigenter
- 1797–1801: Georg Henric König
- 1828: J. L. Arosenius
- 1866–1868: Fritz Salmson
- 1868: Göran Möller
- 1870–1877: Adolf Löfvén
- 1877–1878: Jørgen Malling
- 1882–1888: Edvard Düring[2]

## Ordförande
- 1835: Conrad Stål
- 1870-talet: Ludvig Edward Ringborg

## Medlemmar
- 1797–1801: Georg Henric König, cellist
- 1797: Johan Gustaf Nordsten, violinidt
- 1797: Laurentius Acharius, violinist
- 1840-talet: Conrad Stål
- 1840-talet: Nils Johan Anjou
- 1840-talet: John Hallberg
- 1840-talet: Frans Frieberg
- 1840-talet: Caroline Lithander